# 阿克奇姆河
60°27′51″N 58°2′25″E / 60.46417°N 58.04028°E
阿克奇姆河（俄语：Акчим），是俄羅斯的河流，位於該國西部彼爾姆邊疆區，屬於維舍拉河的左支流，發源自北烏拉爾山脈，河道全長60公里，流域面積518平方公里。